# Kition
 (décembre 2014).
Si vous disposez d'ouvrages ou d'articles de référence ou si vous connaissez des sites web de qualité traitant du thème abordé ici, merci de compléter l'article en donnant les références utiles à sa vérifiabilité et en les liant à la section « Notes et références ».
Kition (grec ancien : Κίτιον / (mieux que Cition), latin : Citium) est une cité de la côte sud-est de l'île de Chypre, actuellement Larnaca. Malgré son importance durant l'Antiquité, elle demeure assez mal connue, en partie parce que l'actuelle Larnaca a été bâtie sur le site exact de l'ancienne cité. Cependant les fouilles archéologiques ont permis de dégager une partie imposante de l'enceinte fortifiée qui entourait la cité ainsi que d'importants vestiges (murs, monuments commémoratifs, sols dallés et couverts de petits galets), datant des époques classique et romaine.
La ville, qui n'a pratiquement jamais cessé d'être habitée durant quatre millénaires depuis l'âge du bronze — vers la fin du IIIe millénaire av. J.-C. — est déjà mentionnée dans la Bible sous la forme « Kitim ». L'hébreu entend généralement désigner par ce nom, non pas le seul royaume de « Kitim », mais l'ensemble de l'île de Chypre.

## Histoire
Occupée dès 1800 av. J.-C., comme en témoignent plusieurs tombes datées de cette époque, et spécialisée dans la production et le travail du cuivre à destination de l'Égypte, la première cité est, semble-t-il, détruite vers 1225 av. J.-C. par des envahisseurs achéens sans doute originaires du Péloponnèse. Vers le XIIe siècle, la ville est reconstruite par des Chypriotes tout d'abord puis, après une nouvelle destruction vers 1190 av. J.-C., attribuée aux peuples de la mer, par des Achéens. La ville est à nouveau détruite au XIe siècle avant notre ère par un tremblement de terre qui détruit les murs cyclopéens élevés par les Achéens. L'installation au IXe siècle d'un comptoir par des Phéniciens de Tyr, qui très vite contrôlent la ville, renforce la dimension commerciale de la cité. La présence phénicienne explique le refus de Kition de participer à la révolte d'Ionie, comme les autres cités de l'île. Le stratège athénien  Cimon meurt pendant le siège de Kition vers -450-449.
En 312 av. J.-C., le roi d'Egypte Ptolémée Sôter s'empare de Kition et met à mort Pumiathon, son dernier roi. La ville demeure sous la domination lagide jusqu'à la conquête romaine de Chypre (58 av. J.-C.).

### Liste des rois phéniciens de Kition
- 479-449 : Baalmelek Ier ;
- 449-425 : Azbaal ;
- 425-400 : Baalmelek II ;
- 400-392 : Baalram ;
- 392-361 : Melekkiatam ;
  - 388-387 : Demonicos, usurpateur grec ;
- 361-312 : Pumiathon.